# NSU Ro 80

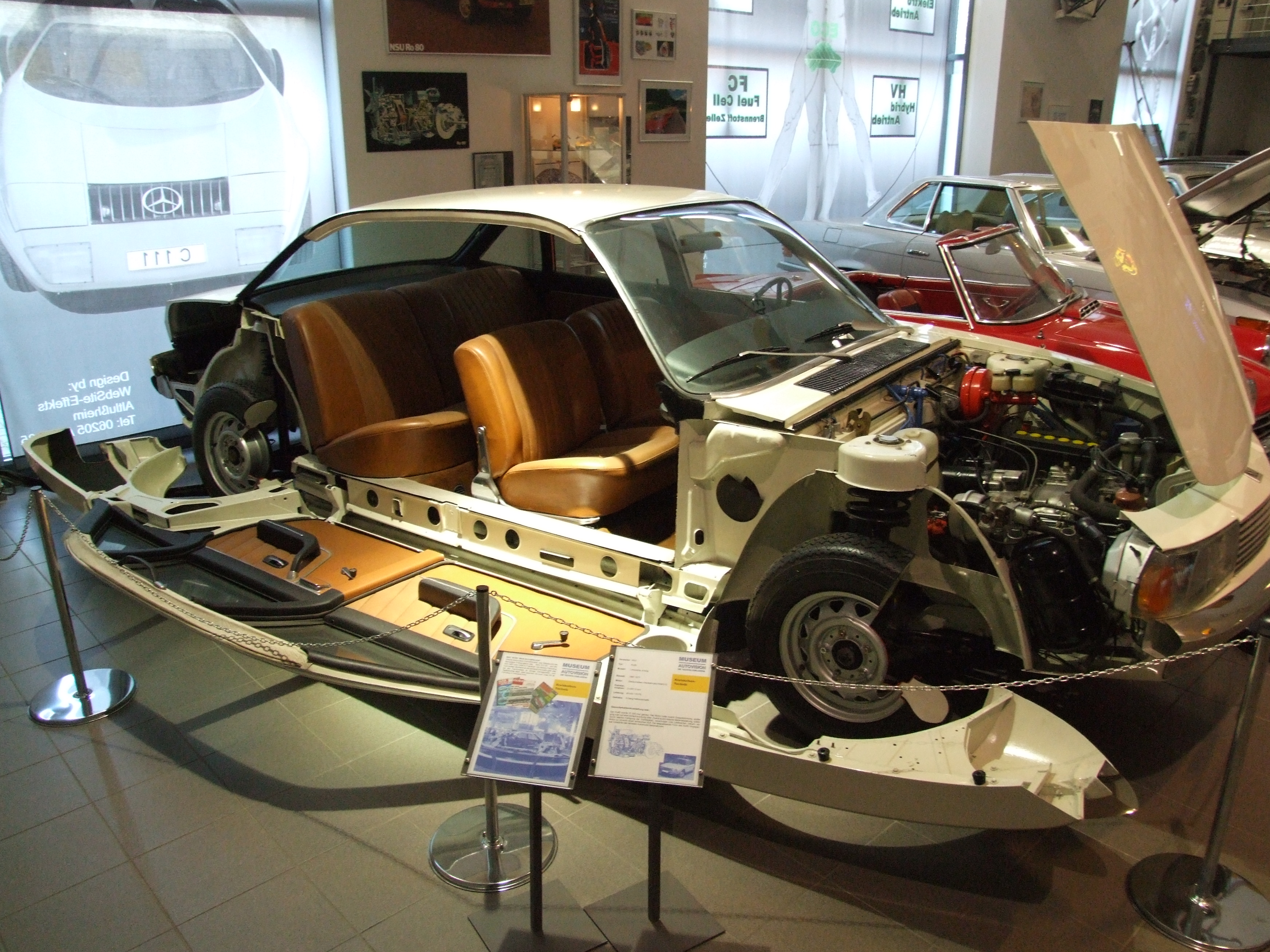
NSU Ro 80, IAA-Modell, Museum Autovision, Altlußheim, Deutschland.

De NSU Ro 80 was een vierdeurs sedan uit de hogere middenklasse van NSU die op de markt was tussen 1967 en 1977. De auto had een aerodynamisch koetswerk dat zijn tijd vooruit was en werd uitgeroepen tot Auto van het Jaar 1968. Daarnaast had de Ro 80 had een wankelmotor wat ongewoon was. De NSU Spider was in 1963 de eerste die een dergelijke motor kreeg. Er werden in totaal 37.374 exemplaren geproduceerd gedurende de productieperiode van tien jaar.

## Planning
In 1961 plande de Duitse autofabriek NSU een grote representatieve auto om de wankelmotor een vooruitstrevend imago te geven. In die tijd maakte NSU alleen auto's in de compacte klasse.
In het Wald-und-Schlosshotel te Friedrichsruhe, 30 km ten oosten van Neckarsulm, kwamen de heren Praxl (projectleider), Froede (onderzoek), Sussner (productie) en Strobel (constructie) bijeen. Daar legden ze de lijnen van de nieuwe auto vast. Het moest een sportieve middenklasse wagen worden met een tweeschijfs-wankelmotor voorin, en achterwielaandrijving. Verder ook een hydraulische versnellingsbak met sperdifferentieel en schijfremmen.

## Ontwerp
Het feitelijke ontwerp van de wagen gebeurde onder de projectnaam T80 (Typ 80). Claus Luthe was de hoofdontwerper. Josef Erlewein ontwierp het koetswerk en Otto Erlewein het interieur. De bedoeling was om er een exclusieve auto van te maken. Er werd een gewicht van 800 kg vooropgesteld, een vermogen van 80 pk, een verbruik van 8 l per 100 km en een prijs van 8000 DM (€ 4090).
Omdat wankelmotoren een hoger verbruik hebben, moest het koetswerk goed gestroomlijnd zijn. Verder kreeg de wagen ook een groot glasoppervlak waarmee een goed zicht verzekerd is. In 1963 werd een eerste houten model op ware grootte gemaakt (mock-up). In 1964 volgde het interieur. In het eerste ontwerp daarvan werd het dashboard met opbouwstuk voor de bestuurder te modern bevonden. De directie wilde de auto ook aan mensen met een traditionele smaak verkopen en dus werd het vervangen door de klassieke doorlopende balk.

## Naam
De naam Typ 80 kon niet behouden worden omdat Mercedes-Benz al een wagen met die naam had. Rotary 80 kon niet worden gebruikt omdat er al Rotary clubs bestonden. Delphin leek te veel op de Dauphine van Renault. Rota was reeds de naam van motorenbouwer uit Oostenrijk en dus bleef Ro 80 over.

## Introductie
De NSU Ro 80 werd in september 1967 voorgesteld op de Internationale Automobilausstellung in Frankfurt. Het model kreeg de titel Auto van het Jaar 1968.

## Fusie
Op 10 maart 1969 tekenden Auto-Union en NSU een fusieovereenkomst. De oprichting van de nieuwe onderneming Audi NSU Auto Union AG ging met terugwerkende kracht in op 1 januari 1969. De hoofdzetel kwam in Neckarsulm.
Tot 1973 steeg de productie van de Audi's en de NSU's gestaag. In 1974 vertoonde de wereldeconomie de eerste symptomen van de oliecrisis. De productie moest worden verminderd van 400.000 naar 330.000 eenheden.

## Aanpassingen
1970:
- één bougie per schijf

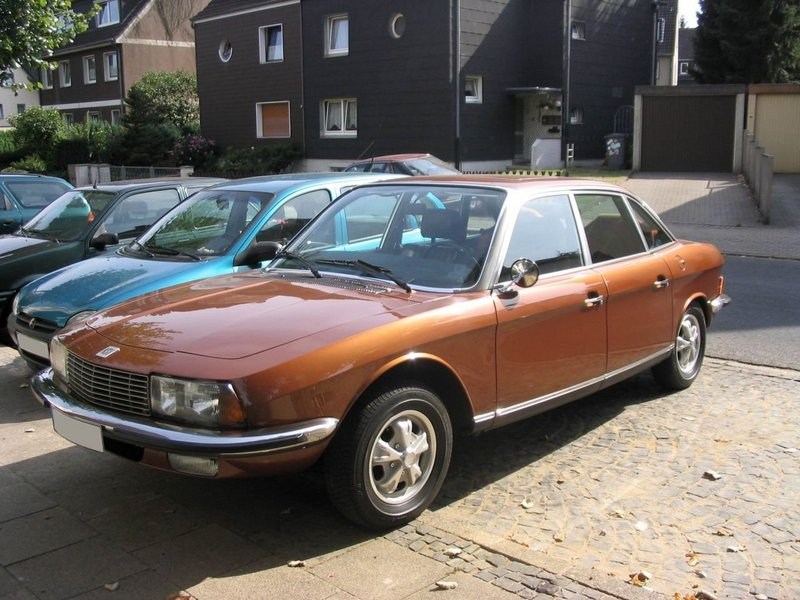
Ro 80 uit 1975.

- koplampen met platte voorkant en aparte reflectoren voor dim- en groot licht
- aluminium radiatorrooster wordt plastic
- duidelijke pictogrammen op schakelaars
- ruitenwissers krijgen intervalwerking
- verbeterde 3-pools ontstekingskast (HKZ) in plaats van bobineontsteking
- chassisnummer van dwarsbalk onder paravan naar rechter veerpoot

1971:
- chassisnummers beginnen voortaan met 08 in plaats van 380 (modeljaar 1971 begint na zomervakantie in aug 1970)
- modeljaar wisseling voortaan na fabriekszomervakantie

1972:
- voorwielophanging krijgt andere schokdempers
- fusiestuk van aluminium
- automatische choke
- nieuwe carburateur
- ontsteking wordt naar het schutbord verplaatst
- ontstekingskast krijgt 8 polen
- na-verbranding om aan Amerikaanse uitlaatgasemissie-eisen te voldoen
- ruitenwisser-armen worden mat-zwart

1973:
- aanpassing remschijven en assen
- nieuwe voorstoelen (van de Audi 100) zonder hoogteverstelling
- interieur (vloermatten) uit 2 delen in plaats van een zeer gecompliceerde legpuzzel van vloermatten
- dubbele register carburateur wordt vervangen door een dubbele valstroomcarburateur met één huis
- echt leer niet meer leverbaar

1974:
- koelwatertankje van plastic
- verbeterde choke
- spanningsregelaar wordt geïntegreerd in de dynamo
- duidelijke en grotere cijfers op het instrumentarium

1975 :
- ontstekingstijdstip voor nieuwe motoren gewijzigd (27 graden bij 5000 rpm)

1976- De enige grote facelift:
- grote achterlichten.
- stootrubbers op voor- en achterbumpers
- nieuw logo op kofferdeksel
- nieuwe sluiting kofferdeksel met ingebouwd slot
- kentekenplaat komt boven bumper en tussen de achterlichten
- eenvoudigere aansturing van de na-verbranding
- verbeterde standdichtingen van de rotoren (zogenaamde C-afdichting)
- toerenteller met groene markeringen voor indicatie meest gunstige verbruikstoerentallen

1977:
- versterking en wijziging versnellingsbak (vanaf baknr 38348) ter voorbereiding van een krachtiger motor die echter niet werd ingevoerd
- terugslagventiel in oliedosering.

## Einde
In maart 1977 werd de laatste Ro 80 geproduceerd. Dit betekende tevens het einde van NSU. Vanaf dat moment droegen alle in Neckarsulm gebouwde auto's de merknaam Audi. De nieuwe, sterkere motor die voor de Ro 80 was gepland, werd uiteindelijk in de Audi 100 toegepast.